# Kyanit
Kyanit là khoáng vật silicat màu xanh đặc trưng xuất hiện phổ biến trong các pecmatit hoặc đá trầm tích bị biến chất giàu nhôm. Kyanit trong các đá biến chất thường là dấu hiệu chỉ quá trình biến chất chịu áp suất trên 4 kilobar. Mặc dù nó có khả năng bền ở nhiệt độ và áp suất thấp hơn, hoạt động của nước thường đủ cao trong các điều kiện như thế này làm cho nó bị thay thế bằng các nhôm silicat như muscovit, pyrophyllit hay kaolinit.
Kyanit là khoáng vật trong nhóm aluminosilicat, bao gồm cả các dạng thù hình andalusit và  sillimanit. Kyanit không có tính đẳng hướng, nó có độ cứng thay đổi theo phương tinh thể. Đây là đặc điểm của hầu hết các khoáng vật nhưng đối với kyanit tính chất này thể hiện rất rõ ràng và được dùng làm dấu hiệu để nhận biết nó.
Ở nhiệt độ trên 1.100 °C, kyanit phân hủy thành mullit và silica thủy tinh qua phản ứng:  3(Al2O3·SiO2) → 3Al2O3·2SiO2 + SiO2. Sự biến đổi này làm chúng nở ra.

## Sử dụng
Kyanit được dùng làm chất chính trong các sản phẩm sứ và vật liệu chịu lửa như gốm vệ sinh và đĩa sứ. Nó còng được dùng trong ngành điện, chất cách điện và vật liệu mài. Kyanit đã được dùng làm đá quý, mặc dù việc sử dụng này bị giới hạn do tính cát khai hoàn toàn và dị hướng của nó. Kyanit là một trong những loại khoáng vật được dùng để ước tính nhiệt độ, độ sâu và áp suất mà tại đó đá trải qua quá trình biền chất. Cũng như hầu hết các khoáng vật khác, kyanit còn là đối tượng cho các nhà sưu tập mẫu.

## Các tên khác

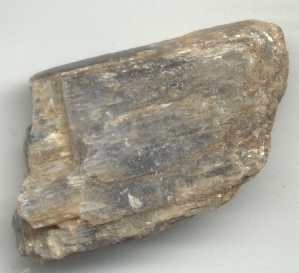
Kyanit Brasil

Kyanit có một số tên gọi khác như disthen, rhaeticit và cyanit.

## Dấu hiệu nhận biết
Các tinh thể kyanit dạng trụ khéo dài thường là dấu hiệu đầu tiên để nhận biết loại khoáng vật này, bên cạnh màu sắc (khi nó có màu xanh dương). Khoáng vật đi cùng cũng là một dấu hiệu để nhận biết đặc biệt là sự có mặt của các đa hình hay staurolit. Tuy nhiên, đặc điểm hữu ích nhất để nhận biết là tính dị hướng của chúng. Nếu một mẫu được xác định là kyanit, thì cần phải xác nhận xem độ cứng theo hai hướng khác nhau theo hai trục vuông góc phải khác nhau.

## Khoáng vật đi cùng
Kyanit thường được tìm thấy cùng với các dạng đa hình của nó cũng như các khoáng vật khác như:
Bản mẫu:Al2sio5 phase diagram
- andalusit
- sillimanit
- thạch anh
- staurolit
- mica
- granat
- tan (khoáng vật)
- hornblend
- gedrit
- mullit
- corundum